# Francesc III Crispo
Francesc III Crispo, nascut el 1469, era fill de Joan III Crispo. Fou el dinovè duc de Naxos i de l'Arxipèlag, baró d'Astrogidis, senyor de Milos, de Santorí, Delos, Siros, Astipàlea, i consenyor de Amorgos. Va succeir al seu pare el 1494 però els venecians van ocupar Naxos i van nomenar governador a Jaume Crispo, però sota l'autoritat màxima de Pere Contarini.
El 1496 el fill de Jaume, Antoni Crispo, fou nomenat governador del ducat i va exercir fins al 1500 en què Francesc III for restablert però no va tornar al ducat fins al 1505 a la mort d'Antoni.
El 1511 fou portat altra vegada a Venècia, i enviat com a governador Antoni Loredano, parent de la seva dona i del dux de Venècia. El domini venecià va subsistir fins al 1517 en què fou capturat per pirates otomans, i el fill de Francesc III fou proclamat duc.
Es va casar amb Caterina Loredano de Venècia.
Va morir (després de ser rescatat) a Venècia el 1518 i va deixar una filla, Caterina, i un fill, Joan IV Crispo, que el va succeir ja abans de la seva mort.